# Eastern Visayas
Eastern Visayas is een van de 17 regio's van de Filipijnen. De regio wordt ook wel aangeduid als Region VIII. Het regionale centrum is Tacloban City in de provincie Leyte. Bij de laatste census in 2007 had de regio ruim 3,9 miljoen inwoners.

## Geografie

### Topografie
Eastern Visayas ligt in het oosten van de centrale Filipijnse eilandengroep Visayas. Het totale landoppervlakte is 2087 km².

### Bestuurlijke indeling
Eastern Visayas bestaat uit 6 provincies. Daarin liggen 7 steden en 136 gemeenten.

#### Provincies
- Biliran
- Eastern Samar
- Leyte
- Northern Samar
- Samar
- Southern Leyte

#### Steden
- Baybay (Leyte)
- Borongan (Eastern Samar)
- Calbayog (Samar)
- Catbalogan (Samar)
- Maasin City (Southern Leyte)
- Ormoc City (Leyte)
- Tacloban City (Leyte)

#### Gemeenten
| - Abuyog - Alangalang - Albuera - Allen - Almagro - Almeria - Anahawan - Arteche - Babatngon - Balangiga - Balangkayan - Barugo - Basey - Bato - Biliran - Biri - Bobon - Bontoc - Burauen - Cabucgayan - Caibiran - Calbiga - Calubian - Can-avid - Capoocan - Capul - Carigara - Catarman - Catubig - Culaba - Dagami - Daram - Dolores - Dulag | - Gamay - Gandara - General MacArthur - Giporlos - Guiuan - Hernani - Hilongos - Hinabangan - Hindang - Hinunangan - Hinundayan - Inopacan - Isabel - Jaro - Javier - Jiabong - Jipapad - Julita - Kananga - Kawayan - La Paz - Laoang - Lapinig - Las Navas - Lavezares - Lawaan - Leyte - Libagon - Liloan - Limasawa - Llorente - Lope de Vega - MacArthur - Macrohon | - Mahaplag - Malitbog - Mapanas - Marabut - Maripipi - Maslog - Matag-ob - Matalom - Matuguinao - Maydolong - Mayorga - Mercedes - Merida - Mondragon - Motiong - Naval - Oras - Padre Burgos - Pagsanghan - Palapag - Palo - Palompon - Pambujan - Paranas - Pastrana - Pinabacdao - Pintuyan - Quinapondan - Rosario - Saint Bernard - Salcedo - San Antonio - San Francisco - San Isidro | - San Isidro - San Jorge - San Jose - San Jose De Buan - San Juan - San Julian - San Miguel - San Policarpo - San Ricardo - San Roque - San Sebastian - San Vicente - Santa Fe - Santa Margarita - Santa Rita - Santo Niño - Silago - Silvino Lobos - Sogod - Sulat - Tabango - Tabontabon - Taft - Tagapul-an - Talalora - Tanauan - Tarangnan - Tolosa - Tomas Oppus - Tunga - Victoria - Villaba - Villareal - Zumarraga |

## Demografie
Eastern Visayas had bij de census van 2007 een inwoneraantal van 3.912.936 mensen. Dit zijn 302.581 mensen (8,4%) meer dan bij de vorige census van 2000. De gemiddelde jaarlijkse groei komt daarmee uit op 1,12%, hetgeen lager is dan het landelijk jaarlijks gemiddelde over deze periode (2,04%). Vergeleken met de census van 1995 is het aantal mensen met 546.019 (16,2%) toegenomen.
De bevolkingsdichtheid van Eastern Visayas was ten tijde van de laatste census, met 3.912.936 inwoners op 2087 km², 1874,9 mensen per km².